# Штевер
Штевер (нем. Stever) — река в Германии, протекает по земле Северный Рейн-Вестфалия. Приток Липпе. Площадь бассейна реки составляет 924,126 км², длина реки — 58 км.
Река начинается в природном парке Штеверквелле. На реке расположены замки Зенден, Людингхаузен и Фишеринг, кроме того река дважды пересекает канал Дортмунд — Эмс и его старую трассу, для чего сделаны специальные переходы. Впадает в Липпе у города Хальтерн-ам-Зе.